# Вест-Гейвен-Силван (Орегон)
Вест-Гейвен-Силван (англ. West Haven-Sylvan) — переписна місцевість (CDP) в США, в окрузі Вашингтон штату Орегон. Населення — 9299 осіб (2020).

## Географія
Вест-Гейвен-Силван розташований за координатами 45°30′59″ пн. ш. 122°45′57″ зх. д. / 45.51639° пн. ш. 122.76583° зх. д. (45.516292, -122.765891).  За даними Бюро перепису населення США в 2010 році переписна місцевість мала площу 6,03 км², уся площа — суходіл.

## Демографія
Згідно з переписом 2010 року, у переписній місцевості мешкала 8001 особа в 3829 домогосподарствах у складі 1947 родин. Густота населення становила 1326 осіб/км².  Було 4151 помешкання (688/км²).
Расовий склад населення:
| - 87,4 % — білих - 6,3 % — азіатів - 1,0 % — чорних або афроамериканців - 0,3 % — корінних американців - 0,2 % — вихідців з тихоокеанських островів - 1,5 % — осіб інших рас |

До двох чи більше рас належало 3,3 %. Частка іспаномовних становила 4,1 % від усіх жителів.
За віковим діапазоном населення розподілялося таким чином: 16,0 % — особи молодші 18 років, 68,6 % — особи у віці 18—64 років, 15,4 % — особи у віці 65 років та старші. Медіана віку мешканця становила 40,8 року. На 100 осіб жіночої статі у переписній місцевості припадало 95,8 чоловіків;  на 100 жінок у віці від 18 років та старших — 92,8 чоловіків також старших 18 років.
Середній дохід на одне домашнє господарство  становив 103 166 доларів США (медіана — 86 299), а середній дохід на одну сім'ю — 129 517 доларів (медіана — 110 833). Медіана доходів становила 71 091 долар для чоловіків та 53 989 доларів для жінок. За межею бідності перебувало 4,0 % осіб, у тому числі 1,9 % дітей у віці до 18 років та 3,2 % осіб у віці 65 років та старших.
Цивільне працевлаштоване населення становило 5010 осіб. Основні галузі зайнятості: освіта, охорона здоров'я та соціальна допомога — 23,7 %, виробництво — 22,8 %, науковці, спеціалісти, менеджери — 15,6 %, роздрібна торгівля — 8,8 %.